# شیرغان
شیرغان یک روستا در ایران است که در دهستان سنگر (فاروج) واقع شده‌است. شیرغان ۱۴۰ نفر جمعیت دارد.